# Людвігслюст
Людвігслюст (нім. Ludwigslust) — місто в Німеччині, розташоване в землі Мекленбург-Передня Померанія. Входить до складу району Людвігслуст-Пархім.
Площа — 78,30 км2. Населення становить 11 959 ос. (станом на 31 грудня 2020).

## Історія

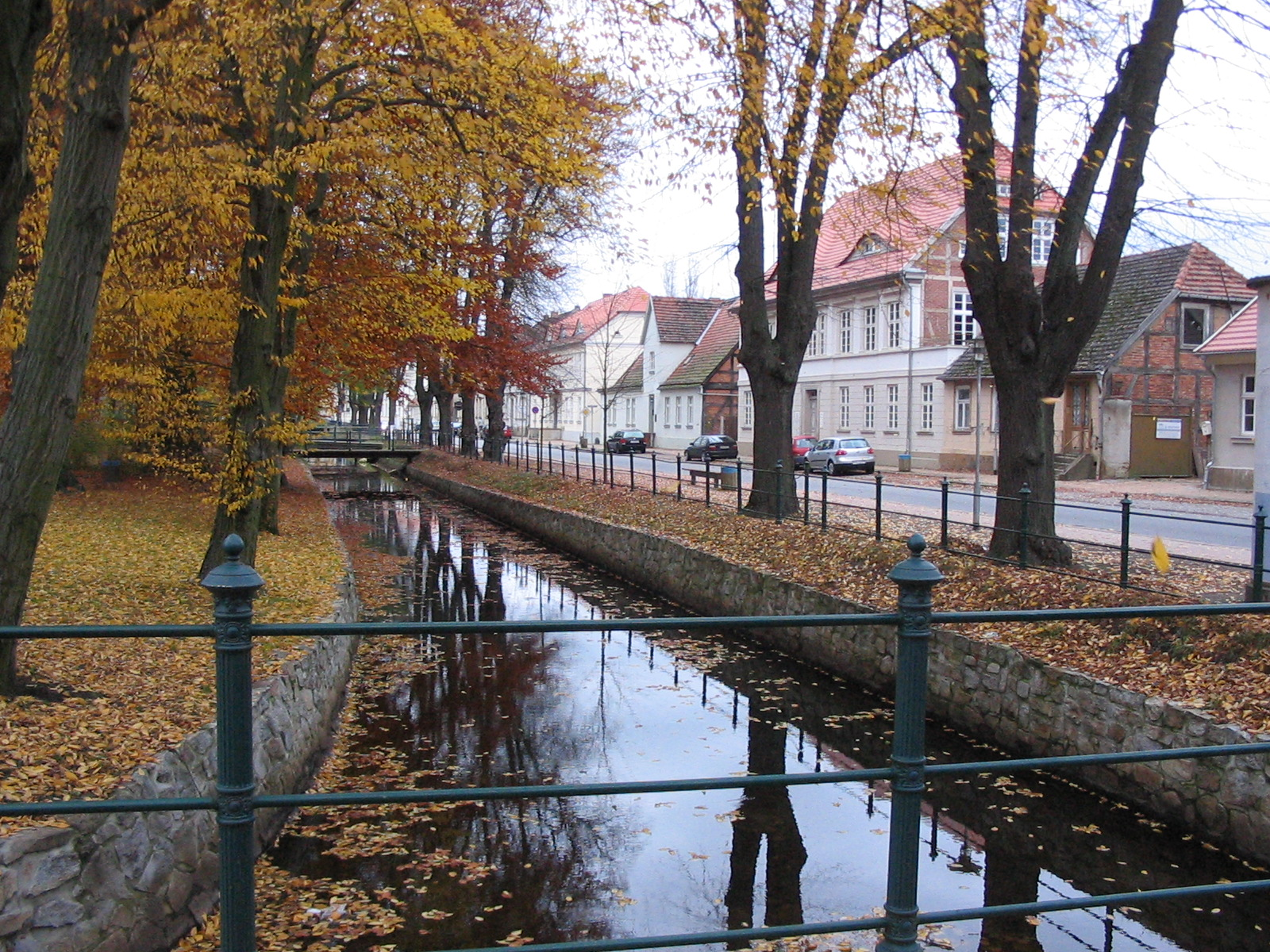
Людвігслуст

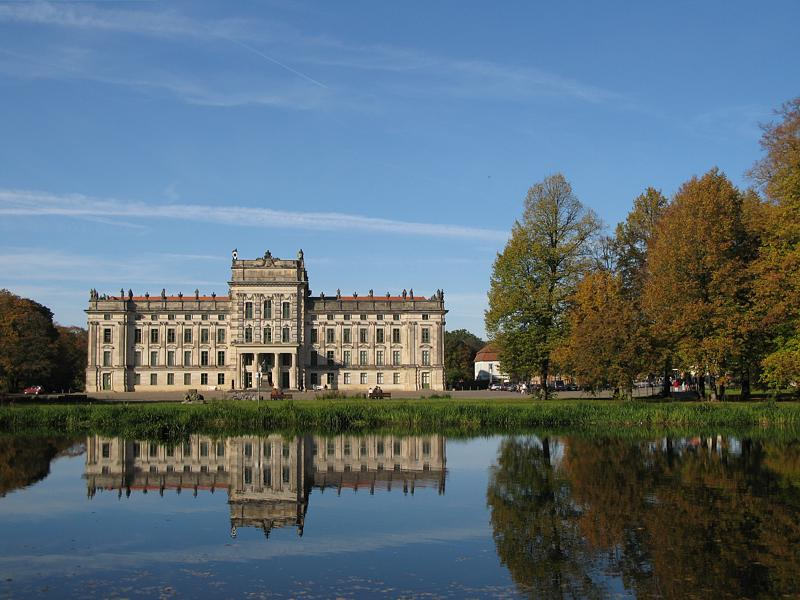
Замок Людвігслуст

Людвігслюст —  порівняно молоде місто. У 1724 році мекленбурзький принц Крістіан Людвіг ІІ, син князя Мекленбургу-Шверіна, вирішив збудувати мисливську ложу поблизу хутора Кленов. Пізніше, коли він перейняв правління, він проводив тут більшість свого часу і звав це місце Людвігслюст (Радість Людвіґа). У 1765 році Людвігслюст став столицею князівства замість Шверіна. Місто було збільшено палацом резиденцією (замком). Так було до 1837 року коли великий князь Пауль Фрідріх повернув статус столиці Шверіну.
Неподалік від Людвігслюста знаходився нацистський концтабір Веббелін.

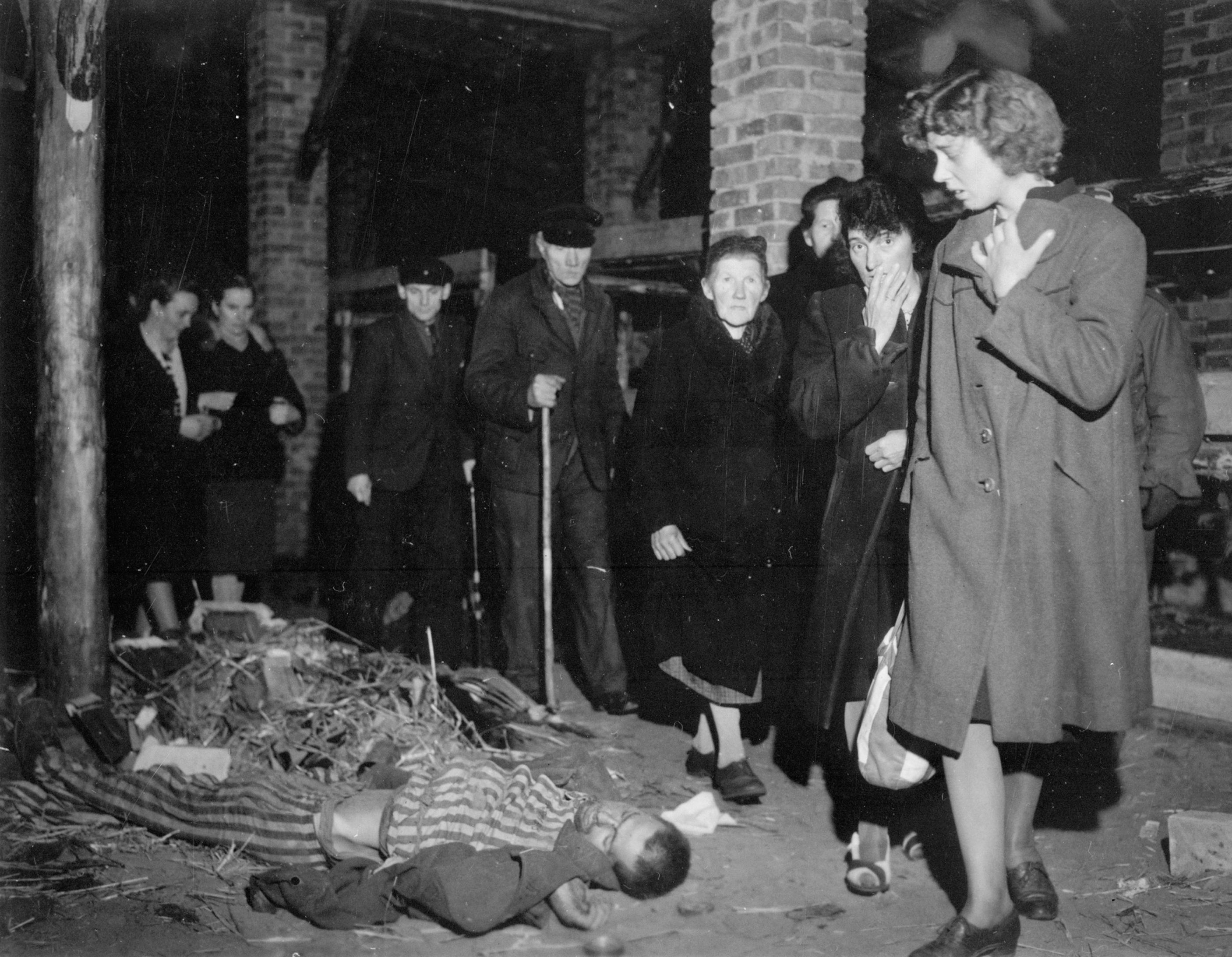
Мешканці Людвігслюста оглядають сусідній концтабір Веббелін за наказом 82-ї американської десантної дивізії, яка звільнила табір 2 травня 1945 року.

## Визначні місця
- Замок Людвігслюст, бароковий палац-резиденція, збудований у 1772-1776 рр., за планом Йоганна Йоакіма Буша. Відомий як Малий Версаль Мекленбурга. Палац розташований у середині замкового парку - Шльосспарк, який є обширним парком у 120 гектарів, розробленим у англійському стилі з каналами, фонтанами та каскадами.

- Міська церква (нім. Stadtkirche), збудована у 1765-1770 рр. в неокласичному стилі з бароковим впливом. Її класичний дизайн, з портиком на 6 доричних колонах, дає церкві вигляд грецького храму.

## Міста побратими
- Аренсбург, Німеччина